# 최승자
최승자(崔勝子, 1952년~)는 대한민국의 시인이다.
충청남도 연기에서 태어나 고려대학교 독어독문학과에서 배웠다. 1979년 계간 《문학과 지성》 가을호에 시를 발표하며 작품 활동을 시작했다. 시 창작과 번역을 같이 해왔다. 2001년 이후 투병을 하면서 시작 활동을 한동안 중단하다 2006년 다시 시를 발표했다.
최승자는 현대 시인으로는 드물게 대중적인 인기를 얻어 박노해, 황지우, 이성복 등과 함께 시의 시대 80년대가 배출한 스타 시인으로 꼽히기도 한다.

## 저서

### 시집
- 《이 시대의 사랑》 (문학과지성사, 1981)
- 《즐거운 일기》 (문학과지성사, 1984) ISBN 8932002185
- 《기억의 집》 (문학과지성사, 1989) ISBN 8932003955
- 《내무덤, 푸르고》 (문학과지성사, 1991)
- 시선집 《주변인의 초상》 (미래사, 1991)
- 《연인들》 (문학동네, 1999) ISBN 8982811540
- 《쓸쓸해서 머나먼》 (문학과지성사, 2010) ISBN 9788932020303
- 《물 위에 씌어진》 (천년의시작, 2011)
- 《빈 배처럼 텅 비어》 (문학과지성사, 2016) ISBN 9788932028712

### 산문집
- 《한 게으른 시인의 이야기》(1989)
- 《어떤 나무들은》 (세계사, 1995) ISBN 8933840389

### 번역서
- 막스 피카르트(Max Picard) 《침묵의 세계》(까치, 초판1985, 재판2001) ISBN 8972912387
- 메이 사튼(May Sarton) 《혼자 산다는 것》(까치, 1999) ISBN 8972912557

## 평가
맹문재는 1980년대의 한국 시문학사를 정리하면서 〈광주항쟁 이후 시의 양상과 특징〉이라는 제목 아래, 여성시의 확대를 그 시대의 한 특징으로 제시했다. 그러면서 최승자가 “일찍이 나는 아무것도 아니었다 / 마른 빵에 핀 곰팡이 / 벽에다 누고 또 눈 지린 오줌 자국 / 아직도 구더기에 뒤덮인 천년 전에 죽은 시체. / 아무 부모도 나를 키워 주지 않았다”(〈일찍이 나는〉)라고 여성으로 살아가기가 얼마나 힘든지를 자학적일 만큼 드러내며 여성이 당하는 사회적 차별을 고발했다고 평했다. 시인 진은영은 자신의 시집 《우리는 매일매일》 '시인의 말'에서 최승자를 '우리들의 시인'이라고 칭했다.

## 수상
- 2010년 : 제18회 대산문학상
- 2010년 : 제5회 지리산문학상